# Élizabeth Bourgine

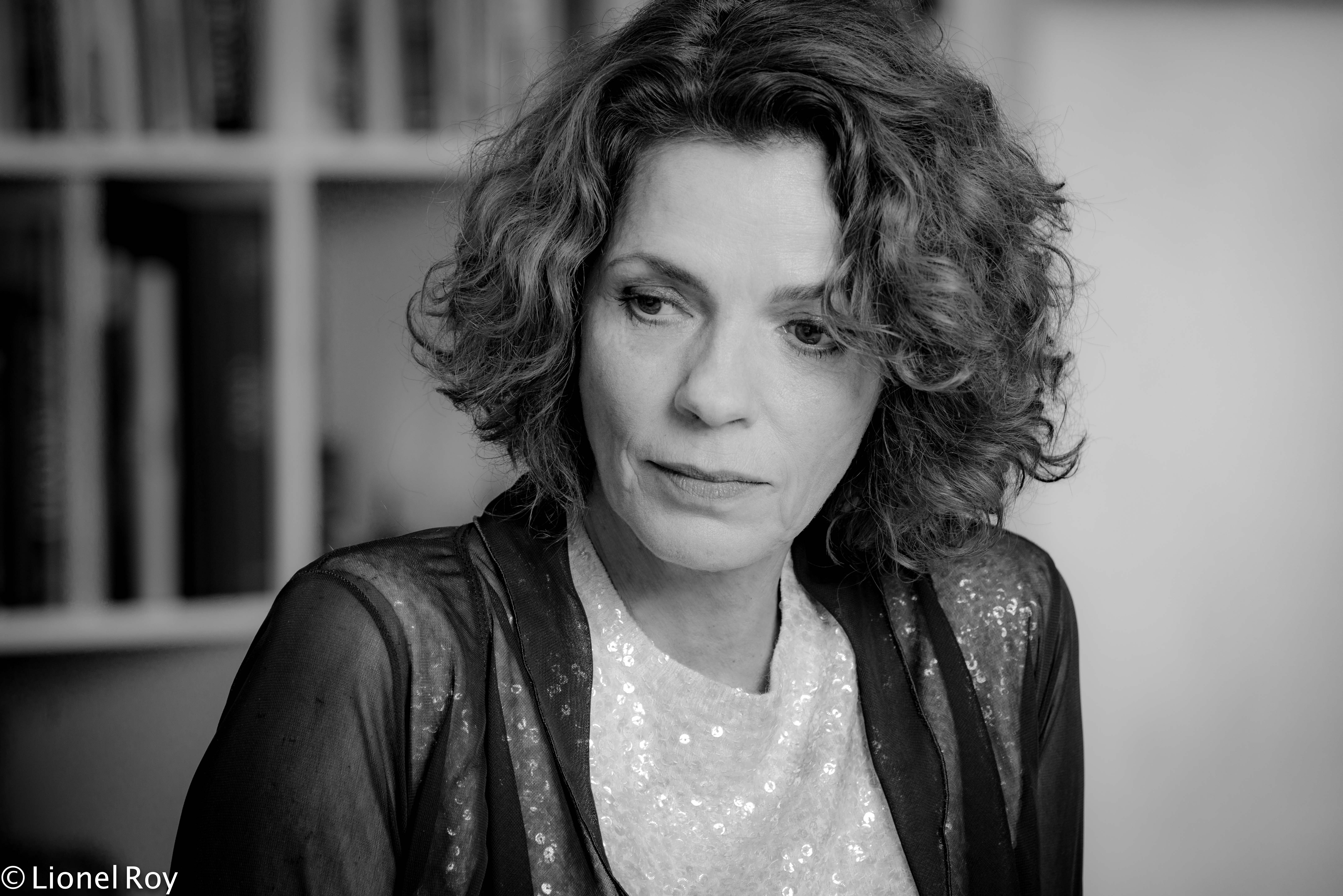
Élizabeth Bourgine (2016)

Élizabeth (Clémentine Madeleine) Bourgine (* 20. März 1957 in Levallois-Perret im Département Hauts-de-Seine) ist eine französische Schauspielerin. Dem deutschen Publikum ist sie vor allem durch die Rolle der Catherine Bordey in der Fernsehserie Death in Paradise bekannt.

## Leben
Bourgine besuchte die L’Ecole Nationale des Beaux-Arts sowie das Conservatoire d’Art Dramatique in Rennes. Hier lernte sie Jacques Weber und Francis Huster kennen, welche ihr anschließend kleinere Rollen anboten. In der Folge startete sie ihre Karriere als Tänzerin (Klassik, Modern, Jazz), als Model und als Schauspielerin im Theater, Fernsehen und Film. Ihre ersten Rollen hatte sie in studentischen Filmen in den späten 1970ern.

## Privates
Bourgine ist mit dem französischen Regisseur, Schauspieler und Drehbuchautor Jean-Luc Miesch verheiratet. Das Ehepaar hat einen Sohn namens Jules. Neben ihrem Hobby Reiten spielt die Schauspielerin auch Klavier. Außer ihrer Muttersprache spricht sie Englisch und Spanisch.

## Filmografie (Auswahl)
Élizabeth Bourgine ist in mehr als 60 Rollen in Film und Fernsehen aufgetreten, hauptsächlich in französischen Produktionen.
- 1976: Madame G.
- 1982: Nestor Burma, détective de choc
- 1983: Vive la sociale!
- 1984: Tödliche Angst (La septième cible)
- 1984: Verloren und verdammt (The Sun Also Rises)
- 1985: Der Boxer (Pas de vieux os)
- 1985: Abandons
- 1986: Im Labyrinth der Rache (Sins)
- 1986: Erpreßt – Das geheimnisvolle Foto (Cours privé)
- 1987: Ertrinken verboten (Noyade interdite)
- 1988: La Couleur du vent
- 1993: Ein Herz im Winter (Un cœur en hiver)
- 1994: Maigret et le fantôme
- 1994: Le Garçon qui ne dormait pas
- 1994: Le Grand blanc de Lambarène
- 1996: Une Femme contre l’ordre
- 1996: Barrage sur l’Orénoque
- 1997: Cassidi et Cassidi: Le prix de la liberté
- 1997: Cassidi et Cassidi: Le démon de midi
- 1998: Un Père en plus
- 2001: Le Secret d’Alice
- 2002: Une Ferrari pour deux
- 2005: Julie Lescaut (Fernsehserie, 1 Folge)
- 2006: Kommissar Moulin (Commissaire Moulin; Fernsehserie, 1 Folge)
- 2006: Mein bester Freund (Mon meilleur ami)
- 2006: Kommissar Navarro (Navarro; Fernsehserie, 2 Folgen)
- 2010: Délit de fuites (Fernsehfilm)
- 2010: Flics (Fernsehserie, 3 Folgen)
- seit 2011: Death in Paradise (Fernsehserie)
- 2013: Joséphine, ange gardien (Fernsehserie, 1 Folge)
- 2015: Le vagabond de la Baie de Somme (Fernsehfilm)
- 2017: Commissaire Magellan (Fernsehserie, 1 Folge)
- 2017: Family Business (Fernsehserie, 1 Folge)
- 2018: Mémoire de sang (Fernsehfilm)
- 2019: Les mystères du Bois Galant (Fernsehfilm)
- 2020: Mortelles calanques
- 2022: Maigret
- 2023: The Madame Blanc Mysteries (Fernsehserie, 1 Folge)
- 2023: Beyond Paradise (Fernsehserie, 1 Folge)
- 2023: Clemenceau, la force d’aimer (Fernsehfilm)

## Filmpreise
- Prix Romy Schneider (1985)
- César, nominiert als Bester Nachwuchsdarstellerin in dem Film Vive la sociale!  (1983)
- César 1984, nominiert als Beste Nebendarstellerin in La 7ème cible (1984)